# 江东镇 (天柱县)
江东镇，是中华人民共和国贵州省黔东南苗族侗族自治州天柱县下辖的一个乡镇级行政单位。
2016年1月14日，贵州省人民政府批复同意天柱县部分乡镇行政区划调整，撤销江东乡建制，设置江东镇，撤乡设镇后行政区域和政府驻地不变。

## 行政区划
江东镇下辖以下地区：
江东村、大坪村、大溪村、东坡村、分水村、干溪村、高坡村、半山村、兰溪山村、光明村、旧团村、新坪村、大塘村、金鸡村、民和村、五一村和五星村。